# Scriptorium
Pour les articles homonymes, voir Scriptorium (homonymie).

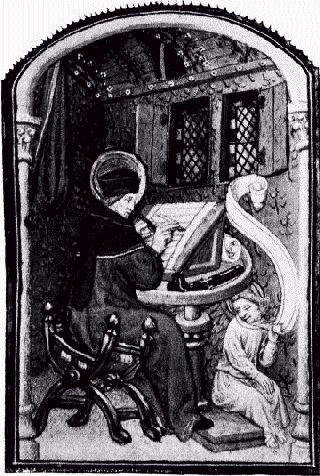
Saint Matthieu travaillant sur une illustration dans un scriptorium médiéval.

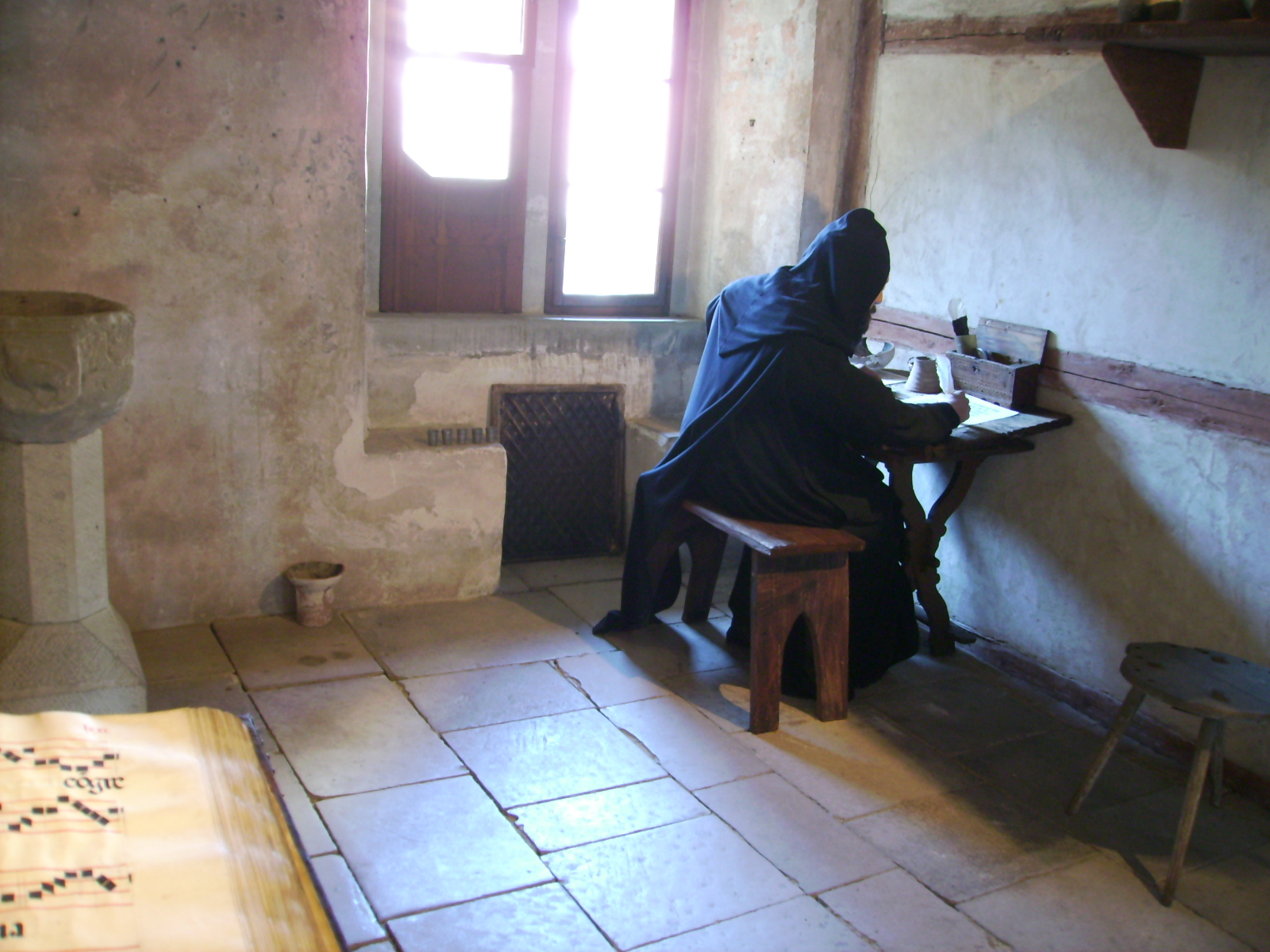
Certains ordres de type semi-érémitique ne possèdent pas de véritable scriptorium : chaque moine peut s'exercer à l'activité de copiste dans la solitude de sa cellule.

Dans son sens le plus étroit, le scriptorium désigne l'atelier d'une abbaye où se confectionnent des manuscrits, le plus souvent avant l'introduction de l'imprimerie en Occident, depuis la préparation du support, l'écriture par les moines scribes et copistes, la décoration par les enlumineurs, et la reliure. Par extension, le scriptorium désigne en paléographie et en codicologie l'école de scribes ou d'enlumineurs qui se développe à un moment donné (surtout au haut Moyen Âge et à l'époque romane) dans tel ou tel centre ecclésiastique (scriptoria d'église cathédrale, de chapitre régulier ou d'abbaye) ou laïc (scriptoria royaux ou impériaux). Le terme a quelquefois été repris pour désigner, de nos jours, une salle consacrée aux travaux d'écriture.
Les références dans les publications universitaires modernes à des scriptoria visent d'ordinaire la production écrite collective d'un monastère plutôt qu'une pièce physique particulière[réf. souhaitée]. 

## Étymologie
Le mot scriptorium (au pluriel, des scriptoria ou des scriptoriums) est un mot latin dérivé du verbe scribere qui signifie « écrire ». 

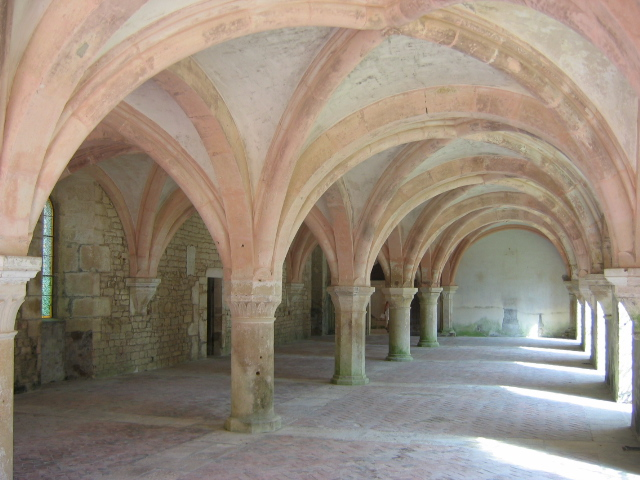
Scriptorium de l'abbaye de Fontenay, France.

## Aperçu historique
« Les lieux d’écriture, où plusieurs copistes se consacraient à des travaux de transcription et de fabrication des livres, sont attestés — ou peuvent être reconstitués — depuis l’Antiquité dans le monde gréco-romain. Ces endroits  — où travaillaient des copistes de métier et d’autres individus, dont les glutinatores, diorthotai, chargés de fabriquer des livres ou d’éditer des textes — étaient soit des demeures privées d’intellectuels et d’aristocrates qui avaient à leur service des esclaves copistes, soit des bibliothèques publiques œuvrant à produire de nouveaux exemplaires ou à restaurer ceux qui étaient détériorés par le temps ou l’usage, soit enfin des ateliers voués à la production ou à la vente de livres… L’Antiquité tardive, avec l’avènement, puis le triomphe du christianisme, marque une rupture entre les pratiques anciennes et les nouvelles », les copistes chrétiens étant mus, contrairement à leur prédécesseurs mus ni par un projet graphique commun, ni par un sentiment partagé, pas plus que par un programme intellectuel ou une nécessité spirituelle.

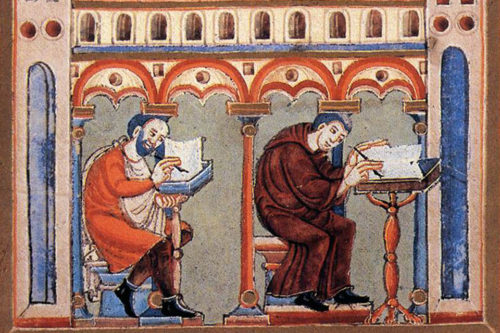
Une miniature dans le Livre des péricopes d'Henri II met en scène deux copistes sous les arcades du cloître de l'abbaye d'Echternach.

De petits ateliers de copie impliquant deux scribes chrétiens ont pu exister dès le IIe siècle dans les grandes villes de la chrétienté (Antioche, Rome). Le monastère de Vivarium en Italie du Sud peut être considéré comme le prototype en Occident du scriptorium. Construit au VIe siècle sur ordre de Cassiodore en vue de collecter, copier et préserver les littératures sacrées et profanes, tant en langue latine que grecque, ce scriptorium est une tentative de conciliation de l'héritage du monde antique et de la nouvelle culture chrétienne. Durant le haut Moyen Âge, les scriptoria ecclésiastiques se développent dans quelques centres principaux d'écriture où des moines lettrés composent des corpus hagiographiques (souvent sur les saints de leur monastère), des chroniques, des œuvres littéraires. La renaissance carolingienne poursuit la réforme de l'Église et en particulier du monachisme, en portant une attention particulière au livre, instrument indispensable au service divin, et à la correction des textes bibliques corrompus, ce qui entraîne un renouveau dans les scriptoria ecclésiastiques (scriptorium de l'abbaye de Ferrières, de Saint-Gall, de Saint-Denis, de Moissac, des églises épiscopales d'Amiens, de Châlons, Lyon, Noyon, Senlis, Soissons…).
Tant les récits que les bâtiments encore existants ou les fouilles archéologiques montrent que, contrairement à l'opinion populaire, de telles pièces ne sont pas fréquentes dans les monastères ; la plupart des écrits monastiques sont réalisés dans des réduits à l'intérieur d'une galerie du cloître (les carrels ouverts ou aux baies fermées à l'aide de papier huilé, de couvertures ou même de vitres), dans les cellules des moines, ou dans des salle communes qui font double emploi avec la bibliothèque ou le chapitre. Les monastères composés souvent d'une poignée de moines, ne disposent pas d'un vrai scriptorium : pour les besoins de l'étude et de la liturgie, ils doivent emprunter des livres écrits dans une abbaye plus importante, laquelle appose un ex libris sur un manuscrit (marque de propriété, parfois aux armoiries de l'abbé). Le terme scriptoria dans les textes latins pouvait désigner une petite pièce ou le simple nécessaire des moines contenant les instruments d'écriture. Les mentions des scriptoria dans les colophons révèlent ainsi une grande diversité d'organisation informelle ou hiérarchisée, depuis les simples cellules jusqu'aux grands ateliers. 
Un scriptorium était, en tout cas, une annexe nécessaire à une bibliothèque et une pièce de fabrication collective supervisée par un maître d'atelier (pouvant être l'armarius, le sacristain ou le chantre) dans les grands monastères. Dans le sens conventionnel d'une pièce spécifique, les scriptoria n'existaient probablement que pour des périodes de temps limitées, lorsqu'une institution ou un particulier souhaitaient qu'un grand nombre de textes soit copié afin de remplir une bibliothèque ; une fois celle-ci remplie, il n'y avait plus besoin d'une pièce réservée. Au début du XIIIe siècle, des boutiques de copie séculières se développèrent ; les scribes professionnels ont pu avoir des pièces spéciales pour écrire, mais, dans la plupart des cas, ils disposaient sans doute simplement d'un bureau près d'une fenêtre dans leur propre maison.

## Lieux où existaient des scriptoriums
Les scriptoria les plus célèbres sont, d'une part, ceux qui se sont développés à l'époque carolingienne et ont permis la transmission des textes de l'Antiquité classique ; et, d'autre part, ceux qui ont développé un style de calligraphie ou d'enluminure particulièrement achevé. Ils se trouvaient dans les monastères, dans les archevêchés, ou dans les évêchés. Parmi les principaux, on peut citer :

### Monastères
- Abbaye Saint-Martial de Limoges
- Abbaye de Marmoutier - Saint Martin
- Abbaye de Bobbio
- Abbaye du Mont-Cassin
- Abbaye de Fulda
- Abbaye de Cluny
- Abbaye de Corbie
- Abbaye de Fleury-sur-Loire
- Abbaye de Saint-Germain-des-Prés
- Abbaye de Saint-Denis
- Abbaye de Luxeuil
- Abbaye de Marchiennes
- Abbaye de Moissac
- Abbaye du Thoronet
- Abbaye du Mont-Saint-Michel
- Abbaye d'Echternach
- Abbaye de Reichenau
- Abbaye de Saint-Gall
- Abbaye de Ferrières

### Archevêchés
- Rome
- Ravenne
- Lyon
- Reims
- Mayence

### Évêchés
- Metz
- Augsbourg
- Vérone
- Albi

## Dans la culture
Plusieurs scènes du roman d'Umberto Eco Le Nom de la rose se déroulent dans le scriptorium de l'abbaye. Jean-Jacques Annaud, dans l'adaptation cinématographique du roman, a choisi pour ces scènes l'ancien dortoir du monastère d'Eberbach en Allemagne.

#### Bases de données et dictionnaires
- Ressource relative aux beaux-arts :   - Grove Art Online
- Notices dans des dictionnaires ou encyclopédies généralistes :   - Britannica
  - Brockhaus
  - Dizionario di Storia
  - Enciclopedia De Agostini
  - Nationalencyklopedin
  - Store norske leksikon
  - Universalis
- Notices d'autorité :   - BnF (données)
  - LCCN
  - GND
  - Israël
  - Tchéquie